# Culleredo
Culleredo ist eine spanische Gemeinde in der Autonomen Gemeinschaft Galicien. Culleredo ist auch eine Stadt und eine Parroquia sowie der Verwaltungssitz der gleichnamigen Gemeinde. Die 31.085 Einwohner (Stand: 2024), leben auf einer Fläche von 61,42 km², rund vier Kilometer von der Provinzhauptstadt A Coruña entfernt.

## Bevölkerungsentwicklung der Gemeinde
Quelle: INE-Archiv – grafische Aufarbeitung für Wikipedia

## Gemeindegliederung
Die Gemeinde Culleredo ist in elf Parroquias gegliedert:
| Parroquias | Patrozinium   | Einwohner 2024 | Fläche km² | Dichte Einw./km² | Höhe msnm | Ortskennzahl |
| ---------- | ------------- | -------------- | ---------- | ---------------- | --------- | ------------ |
| Almeiras   | San Xián      | 1.219          | 3,26       | 374              | 74        | 15031010000  |
| O Burgo    | Santiago      | 9.354          | 0,98       | 9.545            | 19        | 15031020000  |
| Castelo    | Santiago      | 269            | 5,80       | 46               | 87        | 15031030000  |
| Celas      | Santa María   | 887            | 11,97      | 74               | 71        | 15031040000  |
| Culleredo  | Santo Estevo  | 1.483          | 6,44       | 230              | 52        | 15031050000  |
| Ledoño     | San Pedro     | 293            | 2,86       | 102              | 44        | 15031060000  |
| Orro       | San Salvador  | 1.095          | 7,54       | 145              | 129       | 15031070000  |
| Rutis      | Santa María   | 14.902         | 7,40       | 2.014            | 69        | 15031080000  |
| Sésamo     | San Martiño   | 572            | 4,06       | 141              | 41        | 15031090000  |
| Sueiro     | Santo Estevo  | 415            | 2,70       | 154              | 44        | 15031100000  |
| Veiga      | San Silvestre | 375            | 8,38       | 45               | 41        | 15031110000  |

## Wirtschaft
| Ackerbau, Viehzucht und Fischerei                                                  | 080    | 00,58  |
| Industrie                                                                          | 01.521 | 010,99 |
| Bauwirtschaft                                                                      | 01.073 | 07,75  |
| Dienstleistungsbetriebe                                                            | 11.167 | 080,68 |
| Total                                                                              | 13.841 | 100,00 |
| * Daten aus dem Statistischen Amt für Wirtschaftliche Entwicklung in Galicien, IGE |        |        |